# Az MTK Budapest FC 2012–2013-as szezonja
Az MTK Budapest FC 2012–2013-as szezonja szócikk az MTK Budapest FC első számú férfi labdarúgócsapatának egy idényéről szól. A csapat ebben a szezonban került vissza az NB I-be. Összességében a 103. idénye volt ez a csapatnak a magyar első osztályban. A klub fennállásának ekkor volt a 124. évfordulója.

## Statisztikák
Utolsó elszámolt mérkőzés dátuma: 2013. június 1.

### Mérkőzések
| Lejátszott mérkőzések száma        | 39 (30 OTP Bank Liga, 1 Magyar kupa, 6 Ligakupa, 2 Európa-liga) |
| Győzelmek száma                    | 16 (15 OTP Bank Liga, 0 Magyar kupa, 1 Ligakupa, 0 Európa-liga) |
| Döntetlenek száma                  | 10 (6 OTP Bank Liga, 1 Magyar kupa, 2 Ligakupa, 1 Európa-liga)  |
| Vereségek száma                    | 13 (9 OTP Bank Liga, 0 Magyar kupa, 3 Ligakupa, 1 Európa-liga)  |
| Szerzett gólok száma               | 52                                                              |
| Kapott gólok száma                 | 42                                                              |
| Gólkülönbség                       | +10                                                             |
| Sárga lapok                        | 52                                                              |
| Kiállítások                        | 3                                                               |
| Legtöbbet figyelmeztetett játékos  | Zsidai László (7 , 0 )                                          |
| Legtöbbet figyelmeztetett játékos  | Rafe Wolfe (7 , 0 )                                             |
| Legnagyobb arányú győzelem         | MTK Budapest 3–0 Egri FC (2012. 09. 15.)                        |
| Legnagyobb arányú győzelem         | Egri FC 0–3 MTK Budapest (2013. 04. 06.)                        |
| Legnagyobb arányú vereség          | Haladás 3–0 MTK Budapest (2012. 09. 21.)                        |
| Legmagasabb hazai nézőszám         | 4 000 néző, MTK Budapest 4–2 Ferencváros (2012. 11. 03.)        |
| Legalacsonyabb hazai nézőszám      | 50 néző, MTK Budapest 4–2 Szolnoki MÁV (2012. 10. 16.)          |
| Legtöbbször pályára lépett játékos | Hidvégi Sándor (37 mérkőzés)                                    |
| Házi gólkirály                     | Kanta József (10 )                                              |
| Pontok                             | 58/117 (49,57%)                                                 |

### Kiírások
| Kiírás        | Statisztikák | Statisztikák | Statisztikák | Statisztikák | Statisztikák | Statisztikák | Kezdő forduló   | Végső forduló/ helyezés | Mérkőzések dátumai | Mérkőzések dátumai |
| Kiírás        | M            | GY           | D            | V            | LG–KG        | GK           | Kezdő forduló   | Végső forduló/ helyezés | Első               | Utolsó             |
| ------------- | ------------ | ------------ | ------------ | ------------ | ------------ | ------------ | --------------- | ----------------------- | ------------------ | ------------------ |
| OTP Bank Liga | 30           | 15           | 6            | 9            | 43–30        | +13          | —               |                         | 2012. 07. 29.      | 2013. 06. 01.      |
| Magyar kupa   | 1            | 0            | 0            | 1            | 2–2          | 0            | 1. forduló      | 1. forduló              | 2012. 08. 08.      | 2012. 08. 08.      |
| Ligakupa      | 6            | 1            | 2            | 3            | 5–7          | –2           | Csoportkör      | Csoportkör              | 2012. 09. 05.      | 2012. 12. 05.      |
| Európa-liga   | 2            | 0            | 1            | 1            | 2–3          | –1           | 1. selejtezőkör | 1. selejtezőkör         | 2012. 07. 05.      | 2012. 07. 12.      |

## Mérkőzések
| Színmagyarázat | Színmagyarázat |
| -------------- | -------------- |
|                | Győzelem.      |
|                | Döntetlen.     |
|                | Vereség.       |

### OTP Bank Liga 2011–12

#### Őszi fordulók
| 1. forduló 2012. július 29. 15:30 |

| MTK Budapest                       | 3 – 1               | Kaposvári Rákóczi                    |
| ---------------------------------- | ------------------- | ------------------------------------ |
| Tischler 12' Wolfe 67' Könyves 77' | (1 – 0) Jegyzőkönyv | Waltner 90' Zámbó 79' Petrazzi 90+1' |

| Hidegkuti Nándor Stadion, Budapest Nézőszám: 1 000 Játékvezető: Veizer Roland (magyar) |

| 2. forduló 2012. augusztus 5. 17:00 |

| Kecskeméti TE    | 1 – 1               | MTK Budapest           |
| ---------------- | ------------------- | ---------------------- |
| Sós 43' Bori 82' | (1 – 0) Jegyzőkönyv | Könyves 75' Vukmir 75' |

| Széktói Stadion, Kecskemét Nézőszám: 2 500 Játékvezető: Bognár Tamás (magyar) |

| 3. forduló 2012. augusztus 12. 17:00 |

| MTK Budapest | 0 – 0               | Pécsi MFC                                           |
| ------------ | ------------------- | --------------------------------------------------- |
|              | (0 – 0) Jegyzőkönyv | Zeljković 24' Krejci 45' Szatmári 73' Okoronkwo 90' |

| Hidegkuti Nándor Stadion, Budapest Nézőszám: 1 000 Játékvezető: Kassai Viktor (magyar) |

| 4. forduló 2012. augusztus 19. 16:30 |

| Lombard Pápa                      | 0 – 2               | MTK Budapest                         |
| --------------------------------- | ------------------- | ------------------------------------ |
| Dlusztus 39' Maróti 74' Szabó 90' | (0 – 0) Jegyzőkönyv | Nikházi 83' Hidvégi 90+5' Vadnai 88' |

| Perutz Stadion, Pápa Nézőszám: 500 Játékvezető: Vad II. István (magyar) |

| 5. forduló 2012. augusztus 24. 19:00 |

| MTK Budapest                     | 2 – 1               | Újpest                                    |
| -------------------------------- | ------------------- | ----------------------------------------- |
| Iandoli 55' Csiki 73' Vukmir 42' | (0 – 0) Jegyzőkönyv | Kabát 47' Mohamed 17' Aarab 64' Antón 67' |

| Hidegkuti Nándor Stadion, Budapest Nézőszám: 2 300 Játékvezető: Becséri Dániel (magyar) |

| 6. forduló 2012. augusztus 31. 19:00 |

| Budapest Honvéd                                     | 1 – 2               | MTK Budapest                      |
| --------------------------------------------------- | ------------------- | --------------------------------- |
| Souleymane 89' Johnson 27' Debreceni 55' Lovrić 82' | (0 – 1) Jegyzőkönyv | Kanta 41' 56' (11-esből) Nagy 35' |

| Bozsik József Stadion, Budapest Nézőszám: 2 000 Játékvezető: Radványi Ádám (magyar) |

| 7. forduló 2012. szeptember 15. 18:30 |

| MTK Budapest                     | 3 – 0               | Egri FC   |
| -------------------------------- | ------------------- | --------- |
| Tischler 61' 77' 82' Kelemen 79' | (0 – 0) Jegyzőkönyv | Balog 41' |

| Hidegkuti Nándor Stadion, Budapest Nézőszám: 1 500 Játékvezető: Iványi Zoltán (magyar) |

| 8. forduló 2012. szeptember 21. 17:00 |

| Haladás                                                                 | 3 – 0               | MTK Budapest                  |
| ----------------------------------------------------------------------- | ------------------- | ----------------------------- |
| Iszlai 24' (11-esből) 64' Kenesei 27' Halmosi 55' Simon 20' Guzmics 59' | (2 – 0) Jegyzőkönyv | Hidvégi 23' Nagy 56' Rácz 85' |

| Perutz Stadion, Szombathely Nézőszám: 4 500 Játékvezető: Solymosi Péter (magyar) |

| 9. forduló 2012. szeptember 28. 19:00 |

| MTK Budapest          | 1 – 1               | BFC Siófok                                             |
| --------------------- | ------------------- | ------------------------------------------------------ |
| Kanta 81' Nikházi 86' | (0 – 0) Jegyzőkönyv | Kiss 58' Deák István 39' Gál 69' Mogyorósi 77' Pál 81' |

| Hidegkuti Nándor Stadion, Budapest Nézőszám: 800 Játékvezető: Bognár Tamás (magyar) |

| 10. forduló 2012. október 5. 19:00 |

| Diósgyőr                                                 | 2 – 1               | MTK Budapest                                 |
| -------------------------------------------------------- | ------------------- | -------------------------------------------- |
| Tisza 10' Elek 66' Takács 21' Vadász 40′ Ribánszki 90+1' | (1 – 1) Jegyzőkönyv | Kanta 41' (11-esből) 20' Csiki 45' Wolfe 47' |

| DVTK-stadion, Miskolc Nézőszám: 8 000 Játékvezető: Farkas Ádám (magyar) |

| 11. forduló 2012. október 19. 17:00 |

| MTK Budapest                                                 | 3 – 2               | Videoton                                 |
| ------------------------------------------------------------ | ------------------- | ---------------------------------------- |
| Tischler 21' 86' Csiki 33' Wolfe 42' Hegedüs 80' Kelemen 90′ | (2 – 0) Jegyzőkönyv | Nikolics 81' (11-esből) Sándor 90+2' 71' |

| Hidegkuti Nándor Stadion, Budapest Nézőszám: 1 300 Játékvezető: Németh Ádám (magyar) |

| 12. forduló 2012. október 27. 18:30 |

| Paksi FC                     | 0 – 0               | MTK Budapest |
| ---------------------------- | ------------------- | ------------ |
| Éger 70' Vayer 79' Fiola 90' | (0 – 0) Jegyzőkönyv | Wolfe 48'    |

| Fehérvári úti stadion, Paks Nézőszám: 1 000 Játékvezető: Andó-Szabó Sándor (magyar) |

| 13. forduló 2012. november 3. 14:00 |

| MTK Budapest                                                 | 4 – 2               | Ferencváros                      |
| ------------------------------------------------------------ | ------------------- | -------------------------------- |
| Csiki 10' 44' Hidvégi 90' Könyves 92' Zsidai 30' Nikházi 90' | (2 – 1) Jegyzőkönyv | Józsi 37' Böde 80' Jovanović 49' |

| Hidegkuti Nándor Stadion, Budapest Nézőszám: 4 000 Játékvezető: Kassai Viktor (magyar) |

| 14. forduló 2012. november 10. 18:30 |

| MTK Budapest                     | 1 – 3               | Győri ETO                                                 |
| -------------------------------- | ------------------- | --------------------------------------------------------- |
| Balajti 75' Zsidai 67' Wolfe 71' | (0 – 2) Jegyzőkönyv | Varga 30' Trajković 39' Völgyi 65' Andrić 79' Dudás 90+2' |

| Hidegkuti Nándor Stadion, Budapest Nézőszám: 1 500 Játékvezető: Solymosi Péter (magyar) |

| 15. forduló 2012. november 17. 16:00 |

| Debreceni VSC | 0 – 2               | MTK Budapest                          |
| ------------- | ------------------- | ------------------------------------- |
| Bódi 34'      | (0 – 1) Jegyzőkönyv | Kanta 9' Korhut 77' (öngól) Wolfe 58' |

| Oláh Gábor utcai stadion, Debrecen Nézőszám: 4 500 Játékvezető: Vad II. István (magyar) |

| 16. forduló 2012. november 23. 17:00 |

| Kaposvári Rákóczi | 0 – 0               | MTK Budapest |
| ----------------- | ------------------- | ------------ |
| Kovács 25'        | (0 – 0) Jegyzőkönyv | Zsidai 86'   |

| Rákóczi Stadion, Kaposvár Nézőszám: 2 500 Játékvezető: Farkas Ádám (magyar) |

| 17. forduló 2012. december 1. 16:00 |

| MTK Budapest                        | 3 – 1               | Kecskeméti TE         |
| ----------------------------------- | ------------------- | --------------------- |
| Csiki 11' 30' Vass 40' Zsidai 90+1' | (3 – 0) Jegyzőkönyv | Litsingi 72' Póti 59' |

| Hidegkuti Nándor Stadion, Budapest Nézőszám: 1 100 Játékvezető: Szabó Zsolt (magyar) |

#### Tavaszi fordulók
| 18. forduló 2013. március 1. 17:00 |

| Pécsi MFC                                                        | 2 – 1               | MTK Budapest                  |
| ---------------------------------------------------------------- | ------------------- | ----------------------------- |
| Zeljkovič 8' 40' Grumić 25' Horváth 67' Čaušić 90' Horváth 90+1' | (2 – 1) Jegyzőkönyv | Ladányi 36' Kanta 9' Vass 58' |

| PMFC Stadion, Pécs Nézőszám: 2 500 Játékvezető: Solymosi Péter (magyar) |

| 19. forduló 2013. március 9. 16:00 |

| MTK Budapest          | 2 – 0               | Lombard Pápa             |
| --------------------- | ------------------- | ------------------------ |
| Wolfe 52' Hidvégi 84' | (0 – 0) Jegyzőkönyv | Dlusztus 65' Tóth G. 78' |

| Hidegkuti Nándor Stadion, Budapest Nézőszám: 800 Játékvezető: Berger József (magyar) |

| 20. forduló 2013. április 30. 18:00 |

| Újpest                                 | 1 – 1               | MTK Budapest          |
| -------------------------------------- | ------------------- | --------------------- |
| Vasiljević 12' 87' Antón 64' Lázár 85' | (1 – 0) Jegyzőkönyv | Kanta 90' Hidvégi 68' |

| Szusza Ferenc Stadion, Budapest Nézőszám: 2 574 Játékvezető: Andó-Szabó Sándor (magyar) |

- Elhalasztott mérkőzés.

| 21. forduló 2013. március 30. 14:00 |

| MTK Budapest                      | 1 – 0               | Budapest Honvéd            |
| --------------------------------- | ------------------- | -------------------------- |
| Pölöskei 47' Zsidai 8' Vukmir 51' | (0 – 0) Jegyzőkönyv | Lanzafame 6' Alcibiade 13' |

| Hidegkuti Nándor Stadion, Budapest Nézőszám: 1 500 Játékvezető: Szabó Zsolt (magyar) |

| 22. forduló 2013. április 6. 18:30 |

| Egri FC                   | 0 – 3               | MTK Budapest                         |
| ------------------------- | ------------------- | ------------------------------------ |
| Pavičević 11' Raković 17' | (0 – 3) Jegyzőkönyv | Vass 4' Kanta 18' (11-esből) 39' 32' |

| Ligeti Stadion, Vác Nézőszám: 800 Játékvezető: Szőts Gergely (magyar) |

| 23. forduló 2013. április 13. 16:00 |

| MTK Budapest          | 0 – 1               | Haladás                                       |
| --------------------- | ------------------- | --------------------------------------------- |
| Nagy 42' Pölöskei 45' | (0 – 1) Jegyzőkönyv | Radó 5' Tóth 25' Simon 32' Fehér 70′ Nagy 81' |

| Hidegkuti Nándor Stadion, Budapest Nézőszám: 1 000 Játékvezető: Becséri Dániel (magyar) |

| 24. forduló 2013. április 19. 17:00 |

| BFC Siófok                                                 | 2 – 1               | MTK Budapest         |
| ---------------------------------------------------------- | ------------------- | -------------------- |
| Pál 77' 43' Tímár 90+2' Fodor 24' Takács 28' Windecker 29' | (0 – 0) Jegyzőkönyv | Tischler 62' Poór 6' |

| Révész Géza utcai stadion, Siófok Nézőszám: 250 Játékvezető: Németh Ádám (magyar) |

| 25. forduló 2013. április 27. 14:00 |

| MTK Budapest                                 | 2 – 0               | Diósgyőr             |
| -------------------------------------------- | ------------------- | -------------------- |
| Vass 41' Balajti 87' Tischler 51' Zsidai 60' | (1 – 0) Jegyzőkönyv | Takács 62' Hanek 67' |

| Hidegkuti Nándor Stadion, Budapest Nézőszám: 1 200 Játékvezető: Vad II. István (magyar) |

| 26. forduló 2013. május 3. 17:00 |

| Videoton                              | 2 – 0               | MTK Budapest            |
| ------------------------------------- | ------------------- | ----------------------- |
| Mitrović 5' Nikolics 84' 84' Tóth 87' | (1 – 0) Jegyzőkönyv | Balajti 42' Wolfe 90+1' |

| Sóstói Stadion, Székesfehérvár Nézőszám: 3 221 Játékvezető: Bognár Tamás (magyar) |

| 27. forduló 2013. május 10. 17:00 |

| MTK Budapest               | 1 – 0               | Paksi FC                 |
| -------------------------- | ------------------- | ------------------------ |
| Pölöskei 86' Groppioni 14' | (0 – 0) Jegyzőkönyv | Mészáros 75′ Eppel 90+1' |

| Hidegkuti Nándor Stadion, Budapest Nézőszám: 300 Játékvezető: Kassai Viktor (magyar) |

| 28. forduló 2013. május 18. 14:00 |

| Ferencváros          | 2 – 0               | MTK Budapest |
| -------------------- | ------------------- | ------------ |
| Somália 52' Böde 68' | (1 – 0) Jegyzőkönyv | Poór 63'     |

| ETO Park, Győr Nézőszám: 3 200 Játékvezető: Kassai Viktor (magyar) |

| 29. forduló 2013. május 25. 16:00 |

| Győri ETO         | 1 – 0               | MTK Budapest |
| ----------------- | ------------------- | ------------ |
| Trajković 20' 67' | (1 – 0) Jegyzőkönyv | Wolfe 88'    |

| ETO Park, Győr Nézőszám: 4 500 Játékvezető: Szabó Zsolt (magyar) |

| 30. forduló 2013. június 1. 16:00 |

| MTK Budapest                           | 3 – 1               | Debreceni VSC      |
| -------------------------------------- | ------------------- | ------------------ |
| Kálnoki-Kis 20' Kanta 52' Vass 70' 70' | (1 – 0) Jegyzőkönyv | Bódi 86' Rezes 60' |

| Hidegkuti Nándor Stadion, Budapest Nézőszám: 1 400 Játékvezető: Szilasi Szabolcs (magyar) |

#### A végeredmény
| #   | Csapat                | M  | GY | D  | V  | G+ – G– | GK  | P  | Megjegyzések                                   |
| --- | --------------------- | -- | -- | -- | -- | ------- | --- | -- | ---------------------------------------------- |
| 1.  | Győri ETO (B)         | 30 | 19 | 7  | 4  | 57–33   | +24 | 64 | 2013–2014-es Bajnokok Ligája – 2. selejtezőkör |
| 2.  | Videoton (I)          | 30 | 16 | 6  | 8  | 52–24   | +28 | 54 | 2013–2014-es Európa-liga – 1. selejtezőkör     |
| 3.  | Budapest Honvéd (I)   | 30 | 15 | 7  | 8  | 50–36   | +14 | 52 | 2013–2014-es Európa-liga – 1. selejtezőkör     |
| 4.  | MTK BudapestÚ         | 30 | 15 | 6  | 9  | 43–30   | +13 | 51 |                                                |
| 5.  | Ferencváros           | 30 | 13 | 10 | 7  | 51–36   | +15 | 49 |                                                |
| 6.  | Debreceni VSCCV (KGY) | 30 | 14 | 4  | 12 | 47–36   | +11 | 46 | 2013–2014-es Európa-liga – 2. selejtezőkör1    |
| 7.  | Kecskeméti TE         | 30 | 12 | 8  | 10 | 42–42   | 0   | 44 |                                                |
| 8.  | Haladás               | 30 | 11 | 11 | 8  | 36–27   | +9  | 44 |                                                |
| 9.  | Újpest                | 30 | 11 | 8  | 11 | 40–42   | −2  | 41 |                                                |
| 10. | Diósgyőr              | 30 | 9  | 11 | 10 | 31–39   | −8  | 38 |                                                |
| 11. | Kaposvári Rákóczi     | 30 | 10 | 7  | 13 | 35–38   | −3  | 37 |                                                |
| 12. | Pécsi MFC             | 30 | 10 | 7  | 13 | 33–44   | −11 | 37 |                                                |
| 13. | Paksi FC              | 30 | 8  | 11 | 11 | 40–38   | +2  | 35 |                                                |
| 14. | Lombard Pápa          | 30 | 7  | 7  | 16 | 26–46   | −20 | 28 |                                                |
| 15. | BFC Siófok (K)        | 30 | 7  | 4  | 19 | 31–61   | −30 | 25 | NB II                                          |
| 16. | Egri FCÚ (K)          | 30 | 3  | 6  | 21 | 25–67   | −42 | 15 | NB II                                          |

Forrás: MLSZ adatbank 
A rangsorolás alapszabályai: 1. összpontszám, 2. győzelmek száma, 3. gólkülönbség, 4. szerzett gólok száma, 5. egymás elleni eredmények összpontszáma,  6. egymás elleni eredmények gólkülönbsége, 7. egymás elleni eredmények szerzett góljainak száma, 8. egymás elleni eredmények idegenben szerzett góljainak száma.
1 A Debreceni VSC a 2013–14-es Európa-liga 2. selejtezőkörében indulhat, kupagyőztesként.
(B): Bajnokcsapat, (K): Kieső csapat, (F): Feljutó csapat, (I): Kupainduló, (R): A rájátszás győztese, (KGY): Kupagyőztes

#### Eredmények összesítése
Az alábbi táblázatban összesítve szerepelnek az MTK Budapest FC 2012/13-as bajnokságban elért eredményei.
| Ősz/tavasz (forduló)    | Otthon | Otthon | Otthon | Otthon | Otthon | Otthon | Otthon | Idegenben | Idegenben | Idegenben | Idegenben | Idegenben | Idegenben | Idegenben |
| Ősz/tavasz (forduló)    | M      | GY     | D      | V      | LG–KG  | GK     | P      | M         | GY        | D         | V         | LG–KG     | GK        | P         |
| ----------------------- | ------ | ------ | ------ | ------ | ------ | ------ | ------ | --------- | --------- | --------- | --------- | --------- | --------- | --------- |
| Őszi szezon (1–17.)     | 9      | 6      | 2      | 1      | 20–11  | +9     | 20     | 8         | 3         | 3         | 2         | 8–7       | +1        | 12        |
| Tavaszi szezon (18–30.) | 6      | 5      | 0      | 1      | 9–2    | +7     | 15     | 7         | 1         | 1         | 5         | 6–10      | –4        | 4         |
| Összesen (1–30.)        | 15     | 11     | 2      | 2      | 29–13  | +16    | 35     | 15        | 4         | 4         | 7         | 14–17     | –3        | 16        |

#### Helyezések fordulónként
| Forduló  | 1  | 2 | 3 | 4  | 5  | 6  | 7  | 8 | 9 | 10 | 11 | 12 | 13 | 14 | 15 | 16 | 17 | 18 | 19 | 20 | 21 | 22 | 23 | 24 | 25 | 26 | 27 | 28 | 29 | 30 |
| -------- | -- | - | - | -- | -- | -- | -- | - | - | -- | -- | -- | -- | -- | -- | -- | -- | -- | -- | -- | -- | -- | -- | -- | -- | -- | -- | -- | -- | -- |
| Helyszín | O  | I | O | I  | O  | I  | O  | I | O | I  | O  | I  | O  | O  | I  | I  | O  | I  | O  | I  | O  | I  | O  | I  | O  | I  | O  | I  | I  | O  |
| Eredmény | GY | D | D | GY | GY | GY | GY | V | D | V  | GY | D  | GY | V  | GY | D  | GY | V  | GY | D  | GY | GY | V  | V  | GY | V  | GY | V  | V  | GY |
| Helyezés | 3  | 3 | 6 | 4  | 3  | 1  | 1  | 2 | 3 | 3  | 3  | 3  | 3  | 3  | 2  | 2  | 2  | 2  | 2  | 2  | 2  | 2  | 2  | 3  | 3  | 3  | 3  | 3  | 4  | 4  |

Helyszín: O = Otthon; I = Idegenben. Eredmény: GY = Győzelem; D = Döntetlen; V = Vereség.

### Magyar kupa
Első forduló
| 2012. augusztus 8. 17:00 |

| Vác                                                      | 2 – 2               | MTK Budapest                                              |
| -------------------------------------------------------- | ------------------- | --------------------------------------------------------- |
| Farkas 64' Palásthy 90+2' Benke 18' Króner 49' Páles 82' | (0 – 0) Jegyzőkönyv | Csiki 49' 57' 90+5' Balajti 10' Ladányi 10' Kelemen 90+4' |

| Ligeti Stadion, Vác Játékvezető: Kovács J. Zoltán (magyar) |

- Büntetőkkel (3 – 0) a Vác jutott tovább.

### Ligakupa

#### Csoportkör (D csoport)
| 1. forduló 2012. szeptember 5. 18:00 |

| MTK Budapest | 0 – 1               | Ferencváros                       |
| ------------ | ------------------- | --------------------------------- |
|              | (0 – 1) Jegyzőkönyv | Somália 12' Čukić 38' Gyömbér 62' |

| Hidegkuti Nándor Stadion, Budapest Nézőszám: 400 Játékvezető: Böcskei Balázs (magyar) |

| 2. forduló 2012. szeptember 11. 16:30 |

| Szolnoki MÁV | 0 – 0               | MTK Budapest |
| ------------ | ------------------- | ------------ |
|              | (0 – 0) Jegyzőkönyv | Könyves 51'  |

| Tiszaligeti stadion, Szolnok Nézőszám: 100 Játékvezető: Karakó Ferenc (magyar) |

| 3. forduló 2012. október 10. 15:00 |

| MTK Budapest | 0 – 1               | Kecskeméti TE                                |
| ------------ | ------------------- | -------------------------------------------- |
| Nikházi 20'  | (0 – 0) Jegyzőkönyv | Salami 66' 43' Dosso 74' Luis dos Santos 83' |

| Hidegkuti Nándor Stadion, Budapest Nézőszám: 100 Játékvezető: Pánczél Krisztián (magyar) |

| 4. forduló 2012. október 16. 13:00 |

| MTK Budapest                   | 4 – 2               | Szolnoki MÁV                       |
| ------------------------------ | ------------------- | ---------------------------------- |
| Balajti 9' 41' 50' Ladányi 68' | (2 – 2) Jegyzőkönyv | Kocsis 6' 45' Pintér 40' Vatai 73' |

| Hidegkuti Nándor Stadion, Budapest Nézőszám: 50 Játékvezető: Veizer Roland (magyar) |

| 5. forduló 2012. november 13. 18:00 |

| Kecskeméti TE                    | 1 – 1               | MTK Budapest                       |
| -------------------------------- | ------------------- | ---------------------------------- |
| Burgos 46' Balogh 44' Nagy 90+2' | (0 – 0) Jegyzőkönyv | Balajti 80' 45' Đurić 88' Vass 90' |

| Széktói Stadion, Kecskemét Nézőszám: 200 Játékvezető: Kovács J. Zoltán (magyar) |

| 6. forduló 2012. december 5. 17:00 |

| Ferencváros                           | 2 – 0               | MTK Budapest |
| ------------------------------------- | ------------------- | ------------ |
| Perić 1' Máté 16' Busai 43' Čukić 67' | (2 – 0) Jegyzőkönyv | Nagy 88'     |

| Albert Flórián Stadion, Budapest Nézőszám: 300 Játékvezető: Kassai Viktor (magyar) |

#### A D csoport végeredménye
| Csapat        | M | Gy | D | V | G+ | G– | Gk  | P  |
| ------------- | - | -- | - | - | -- | -- | --- | -- |
| Ferencváros   | 6 | 5  | 1 | 0 | 14 | 4  | +10 | 16 |
| Kecskeméti TE | 6 | 2  | 3 | 1 | 12 | 7  | +5  | 9  |
| MTK Budapest  | 6 | 1  | 2 | 3 | 5  | 7  | –2  | 5  |
| Szolnoki MÁV  | 6 | 0  | 2 | 4 | 5  | 18 | –13 | 2  |

### Európa-liga
| 1. selejtezőkör, első mérkőzés 2012. július 5. 20:15 |

| MTK Budapest              | 1 – 1               | FK Senica                           |
| ------------------------- | ------------------- | ----------------------------------- |
| Lázok 30' Kálnoki-Kis 56′ | (1 – 0) Jegyzőkönyv | Blackburn 58' Križko 41' Pavlík 65' |

| Hidegkuti Nándor Stadion, Budapest Nézőszám: 3 000 Játékvezető: João Ferreira (portugál) |

| 1. selejtezőkör, visszavágó 2012. július 12. 19:30 |

| FK Senica                                                      | 2 – 1               | MTK Budapest                                         |
| -------------------------------------------------------------- | ------------------- | ---------------------------------------------------- |
| Blackburn 72' 89' Kalabiška 87' 35' Wijlaars 24' Bolinha 90+2' | (0 – 0) Jegyzőkönyv | Kanta 51' (11-esből) Zsidai 30' Lázok 35' Vadnai 70′ |

| Štadión FK Senica, Szenice Nézőszám: 2 684 Játékvezető: Oleksandr Derdo (ukrán) |

### Felkészülési mérkőzések

#### Téli felkészülési mérkőzések
| 2013. január 29. 15:00 |

| MTK Budapest                | 4 – 0               | Balmazújváros |
| --------------------------- | ------------------- | ------------- |
| Kanta Kelemen Wolfe Nikházi | (3 – 0) Jegyzőkönyv |               |

| Budafok |

| 2013. február 2. |

| MTK Budapest          | 3 – 0               | Dunakanyar-Vác |
| --------------------- | ------------------- | -------------- |
| Tischler Bese Balajti | (2 – 0) Jegyzőkönyv |                |

|  |

| 2013. február 5. |

| MTK Budapest                           | 4 – 0               | FC Ajka |
| -------------------------------------- | ------------------- | ------- |
| Kanta 5' Balajti 65' Vass Tischler 73' | (1 – 0) Jegyzőkönyv |         |

|  |

| 2013. február 8. |

| MTK Budapest   | 2 – 0               | Békéscsaba 1912 Előre |
| -------------- | ------------------- | --------------------- |
| Tischler Kanta | (1 – 0) Jegyzőkönyv |                       |

|  |

| 2013. február 11. |

| MTK Budapest | 1 – 1               | Vaslui |
| ------------ | ------------------- | ------ |
| Wolfe 30'    | (0 – 1) Jegyzőkönyv |        |

| Belek, Törökország |

| 2013. február 13. |

| MTK Budapest | 1 – 2               | Olmütz |
| ------------ | ------------------- | ------ |
| Vass         | (0 – 2) Jegyzőkönyv |        |

| Belek, Törökország |

| 2013. február 15. |

| MTK Budapest | 2 – 4   | Metalurh Doneck |
| ------------ | ------- | --------------- |
| Bese         | (0 – 3) |                 |

| Belek, Törökország |

| 2013. február 22. |

| MTK Budapest | 1 – 2   | Dukla Banská Bystrica |
| ------------ | ------- | --------------------- |
| Kanta        | (0 – 0) |                       |

| Budafok |

## Külső hivatkozások
- A csapat hivatalos honlapja
- A Magyar Labdarúgó Szövetség honlapja, adatbankja